# Have You Ever Seen the Rain?
«Have You Ever Seen the Rain» — пісня написана Джоном Фогерті і видана як сингл 1971 року, а також на альбомі Pendulum (1970) Рутс Рок — гуртом Creedence Clearwater Revival. Найвищої позиції (1 місце) пісня досягла в канадському чарті журналу RPM 100 в квітні 1971 року. Того ж року в США пісня досягла восьмого місця в сингловому чарті Billboard Hot 100.
Деякі стверджували, що в пісні йдеться про Війну у В'єтнамі, а «дощ» — це метафора бомб, які падають з неба. У своєму огляді пісні для сайту Allmusic Марк Демінг стверджує, що це пісня про ідеалізм 1960-х і розчарування в ньому, пов'язане з такими подіями, як-от фестиваль Альтамонт і стрілянина в Кентському університеті, і що Фогерті говорить про існування всіх тих ідей, які були в 1960-х, але що ніхто вже за них не бореться. Проте сам Фогерті говорив в інтерв'ю і перед виконанням цієї пісні на концерті, що вона про напружені стосунки всередині колективу і про неминучий відхід його брата Тома з гурту.

## Кавер-версії
- Spin Doctors[7] для фільму Філадельфія, а також видана як сингл
- Брайєн Феллон[8] виконував цю пісню наживо
- Boney M.[9]
- Бонні Тайлер[10] (Іспанія № 8, IE #13, Франція #40, UK #47, Німеччина #63)
- Dr. Sin[11]
- Dr Victor і Rasta Rebels[12]
- Еммерсон Ногейра[13]
- Hi-Standard[14]
- Heroes del Silencio[15]
- Джоан Джетт[16]
- Джонні Кеш[17]
- Паула та Віллі Нельсон[18]
- Джузеппе Манго[19], піано і вокальну версію для альбому Acchiappanuvole (2008)
- Minutemen[20]
- R.E.M.[21] виконували цю пісню наживо
- Род Стюарт[22] видав цю пісню на кавер-альбомі Still the Same... Great Rock Classics of Our Time
- Smokie[23]
- Teenage Fanclub[24]
- Карен Соуза[25]
- The Fray[26]
- The Jeevas[27]
- The Ramones[28] видали кавер-версію на своєму альбому Acid Eaters, записаному 1993 року (альбом повністю складається з каверів)
- Saving Abel[29] іноді грає цю пісню наживо
- Amy Gilliom[30]
- Love Psychedelico[31]